# Addison (álbum)
Addison é o álbum de estreia da cantora estadunidense Addison Rae, lançado em 6 de junho de 2025 através da Columbia Records, sob licença exclusiva da As Long As I'm Dancing LLC. Addison foi produzido por Elvira Anderfjärd e Luka Kloser, que também co-escreveram todas as faixas com Rae. O álbum foi precedido por cinco singles: "Diet Pepsi", "Aquamarine", "High Fashion", "Headphones On" e "Fame Is a Gun".
Após seu lançamento, Addison recebeu avaliações críticas geralmente positivas, com críticos elogiando a artisticidade única e a produção experimental de Rae. Estreou no topo da parada de álbuns da Nova Zelândia e alcançou o top dez nos gráficos de múltiplos países, incluindo Austrália, Áustria, Bélgica, Escócia, Estados Unidos, Irlanda, Lituânia, Noruega, Países Baixos, Reino Unido e Suíça.

## Antecedentes
Rae alcançou a fama originalmente como criadora de conteúdos no TikTok, onde acumulou mais de 88 milhões de seguidores. Mais tarde, aventurou-se na atuação e no canto, este último estimulado pela sua adoração pela música pop. Em agosto de 2023, Rae lançou seu extended play (EP) de estreia, AR, que incluiu seu single de estreia, "Obsessed", além de outras quatro faixas, dentre elas uma colaboração com a cantora e compositora britânica Charli XCX. Rae revelou que XCX desempenhou um papel crucial na formação da sua jornada musical após o lançamento da faixa. Em conversa com a Vogue sobre as suas aspirações musicais para 2023, Rae expressou o seu desejo de ter "controle total para fazer as coisas exatamente como eu imagino", citando o EP como uma "nota final dos últimos anos", bem como o "trampolim para o futuro da minha carreira".
Em entrevista a Brittany Spanos da Rolling Stone, em janeiro de 2025, Rae revelou que trabalhou apenas com Luka Kloser e Elvira Anderfjärd para produzir seu primeiro álbum de estúdio. Ambos são fazem parte da MxM Music, editora musical do produtor sueco Max Martin. Kloser, Anderfjörd e Rae também co-escreveram todas as músicas do álbum, trabalhando entre Los Angeles, Nova Iorque e a Suécia. O álbum foi parcialmente gravado no estúdio de Martin, na Suécia. Spanos ouviu algumas faixas do álbum durante a entrevista, que ela descreveu como "músicas pop hipnóticas, com pegada trance, pulsantes e exuberantes", com letras que personificam o espírito de ser "jovem, divertido e livre".  Em conversa com Suzy Exposito da Elle, Rae, Kloser e Anderfjärd revelaram que o projeto foi inspirado no álbum Ray of Light (1998) de Madonna, enquanto o sintetizador Korg M1 foi apelidado de "eixo sonoro" do álbum. Após seu anúncio oficial, inúmeras publicações se referiram ao álbum como um dos projetos musicais mais aguardados de 2025.
Listagens na loja online de Rae descrevem Addison como "o primeiro e último álbum de Addison Rae", sugerindo uma possível mudança em sua identidade artística. Em sua entrevista à Elle, Rae comentou que agora se identifica simplesmente como Addison e discutiu uma abordagem mais intencional em sua carreira. Ela também citou sua formação em dança como uma influência fundamental em seu estilo musical, enfatizando seu foco em como a música sente e move o corpo.

## Promoção
Em 12 de abril de 2025, a cantora fez uma aparição especial durante a apresentação de Arca no Coachaella de 2025. Durante a performance de sua colaboração "Arcamarine", Rae divulgou a data de lançamento do álbum ao mostrar sua calcinha rosa da Victoria's Secret com "6 de junho" escrito nela. Rae revelou o título do álbum e a arte da capa em 23 de abril. A lista de faixas do álbum foi revelada por meio de outdoors em todo o mundo exibindo títulos ou letras das músicas, enquanto a lista de faixas foi revelada em 21 de maio. Em 27 de maio, Rae revelou o trailer do álbum, que serve como uma reintrodução à cantora.

### Singles
Em 2024, Rae assinou com a Columbia Records e lançou o single "Diet Pepsi", uma "canção pop sonhadora", em 9 de agosto de 2024. O single se tornou seu primeiro grande sucesso, alcançando a 54ª posição da Billboard Hot 100 a a décima colocação da parada de singles britânica. O segundo single, "Aquamarine", foi lançado em 25 de outubro. Descrito como um "canto de sereia envolto em brilho dance-pop", a canção foi comparado a nomes como Madonna, Britney Spears e Kylie Minogue. A canção foi posteriormente remixada pela produtora venezuelana Arca, sob o título "Arcamarine". Em 14 de fevereiro de 2025, ela lançou o terceiro single, "High Fashion", uma declaração sobre o "vício" em moda e a sensação de poder resultante disso. "Headphones On", que lembra "um new jack swing direto de 1994" misturado com letras influenciadas por Lana Del Rey, foi lançado como quarto single em 18 de abril. Rae descreveu a criação da canção e do videoclipe como "catártica" e uma "experiência transformadora". "Fame Is a Gun" foi lançada como quinto single em 30 de maio. Em 4 de junho, Rae anunciou que um videoclipe para a décima faixa do álbum, "Times Like These", seria lançado em 6 de junho, junto com o próprio álbum, servindo como single promocional do projeto.

## Lista de faixas
Todas as faixas foram escritas por Addison Rae Easterling, Elvira Anderfjärd e Luka Kloser, e produzidas por Anderfjärd e Kloser, exceto "Lost & Found" e "High Fashion", escritas por Easterling, Anderfjärd, Kloser e Tove Burman.
| Addison – Edição padrão |                                      |         |  |
| N.º                     | Título                               | Duração |  |
| 1.                      | "New York"                           | 2:32    |  |
| 2.                      | "Diet Pepsi"                         | 2:50    |  |
| 3.                      | "Money Is Everything"                | 2:02    |  |
| 4.                      | "Aquamarine"                         | 2:43    |  |
| 5.                      | "Lost & Found"                       | 0:48    |  |
| 6.                      | "High Fashion"                       | 3:18    |  |
| 7.                      | "Summer Forever"                     | 3:47    |  |
| 8.                      | "In the Rain"                        | 3:33    |  |
| 9.                      | "Fame Is a Gun"                      | 3:03    |  |
| 10.                     | "Times Like These"                   | 3:52    |  |
| 11.                     | "Life's No Fun Through Clear Waters" | 0:57    |  |
| 12.                     | "Headphones On"                      | 4:00    |  |
| Duração total:          | Duração total:                       | 33:24   |  |